# Ruotsinpyhtää

Wappen der ehemaligen Gemeinde Ruotsinpyhtää

Ruotsinpyhtää [ˈruɔtsinpyhtæː], schwed. Strömfors, war bis 2009 eine selbständige Gemeinde in der Landschaft Itä-Uusimaa an der Südküste Finnlands. Zum Jahresbeginn 2010 wurde sie in die Stadt Loviisa eingemeindet, die seit 2011 zur Landschaft Uusimaa gehört.
Verwaltungszentrum der Gemeinde Ruotsinpyhtää war die Ortschaft Ruukki, die 18 Kilometer östlich der Kernstadt von Loviisa nahe der Mündung des Ahvenkoskenhaara, eines Mündungsarms des Kymijoki-Flusses, in die Ahvenkoskenlahti-Bucht des Finnischen Meerbusens liegt. Daneben zählten zu Ruotsinpyhtää die Ortschaften Björnvik, Gäddbergsö, Haavisto (Västerhirvikoski), Tesjoki (Tessjö), Jokiniemi (Ånäs), Keitala, Kulla, Kuninkaankylä (Kungsböle), Lappom, Niemistö (Näsby), Petjärvi, Ruotsinkylä (Svenskby), Suomenkylä (Finnby), Vahterpää, Vastila, Viirilä (Virböle) und Vähä-Ahvenkoski (Lillabborfors). Insgesamt hatte Ruotsinpyhtää eine Fläche von 291,9 Quadratkilometern (unter Ausschluss der Meeresgebiete). Die Einwohnerzahl betrug zuletzt 2.893. Davon waren 18,5 % Finnlandschweden. Damit war die Gemeinde offiziell zweisprachig mit Finnisch als Mehrheits- und Schwedisch als Minderheitssprache.
Der Name Ruotsinpyhtää („Schwedisch-Pyhtää“) weist darauf hin, dass die Gemeinde 1743 aus demjenigen Teil des Kirchspiels Pyhtää gebildet wurde, der durch die Grenzziehung aufgrund des schwedisch-russischen Friedensvertrags von Åbo auf schwedischer Seite verblieb. Der schwedischsprachige Name Strömfors ist anderen Ursprungs und geht auf eine Stromschnelle zurück, an der schon seit 1698 eine Eisenhütte bestand. Zum Jahresbeginn 2010 wurde Ruotsinpyhtää zusammen mit Pernå und Liljendal in die Stadt Loviisa eingemeindet.
Die Kirche von Ruotsinpyhtää steht im Dorf Ruukki und wurde 1771 fertiggestellt. Der ungewöhnliche achteckige Holzbau vertritt den Stil der Neugotik. Auf dem Werksgelände der Eisenhütte Strömfors finden sich zahlreiche historische Industriebauten aus dem 18. und 19. Jahrhundert. Die Eisenhütte war bis in die 1950er Jahre im Betrieb; heute ist sie ein Museum.

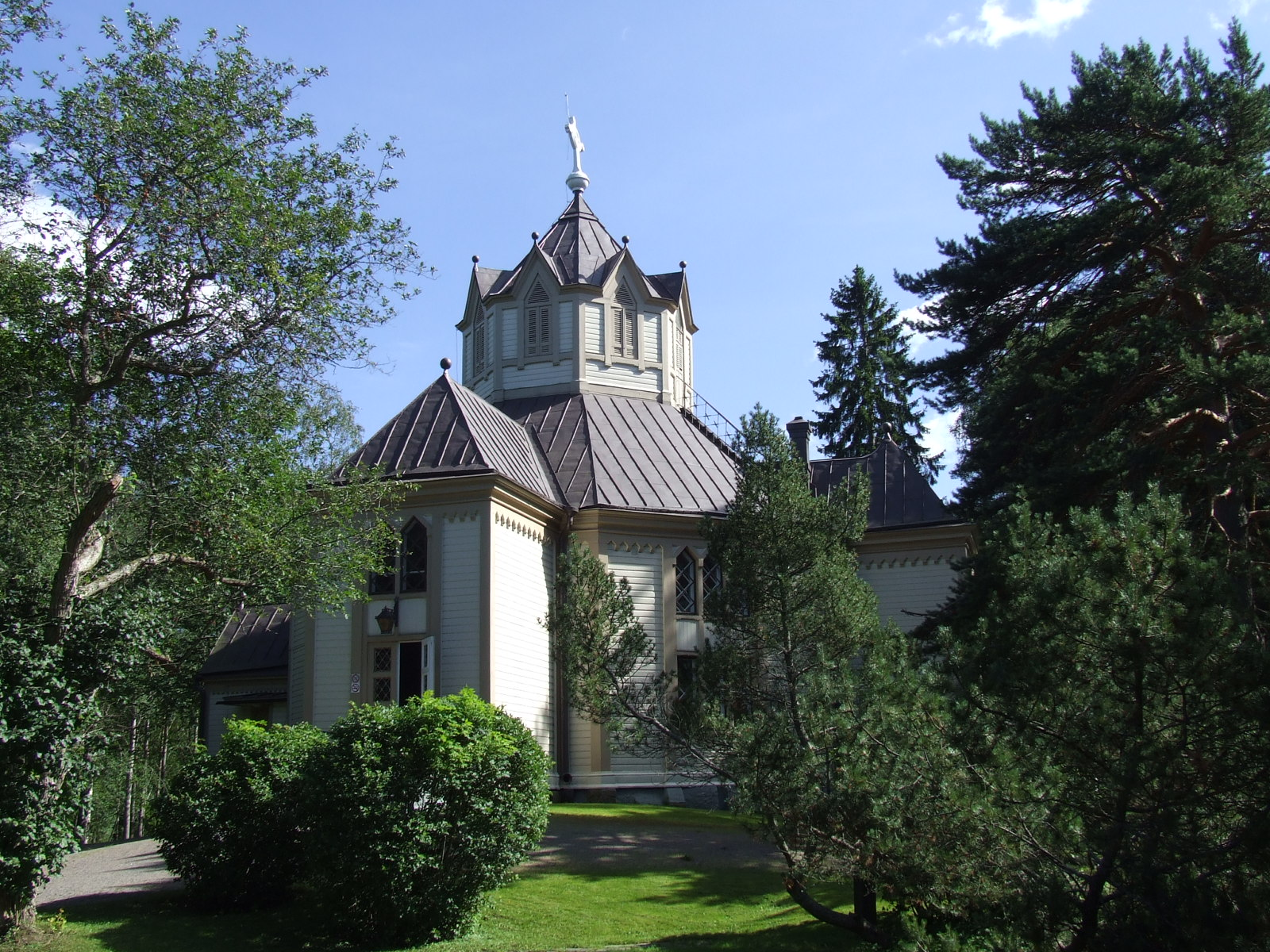
Die Kirche von Ruotsinpyhtää
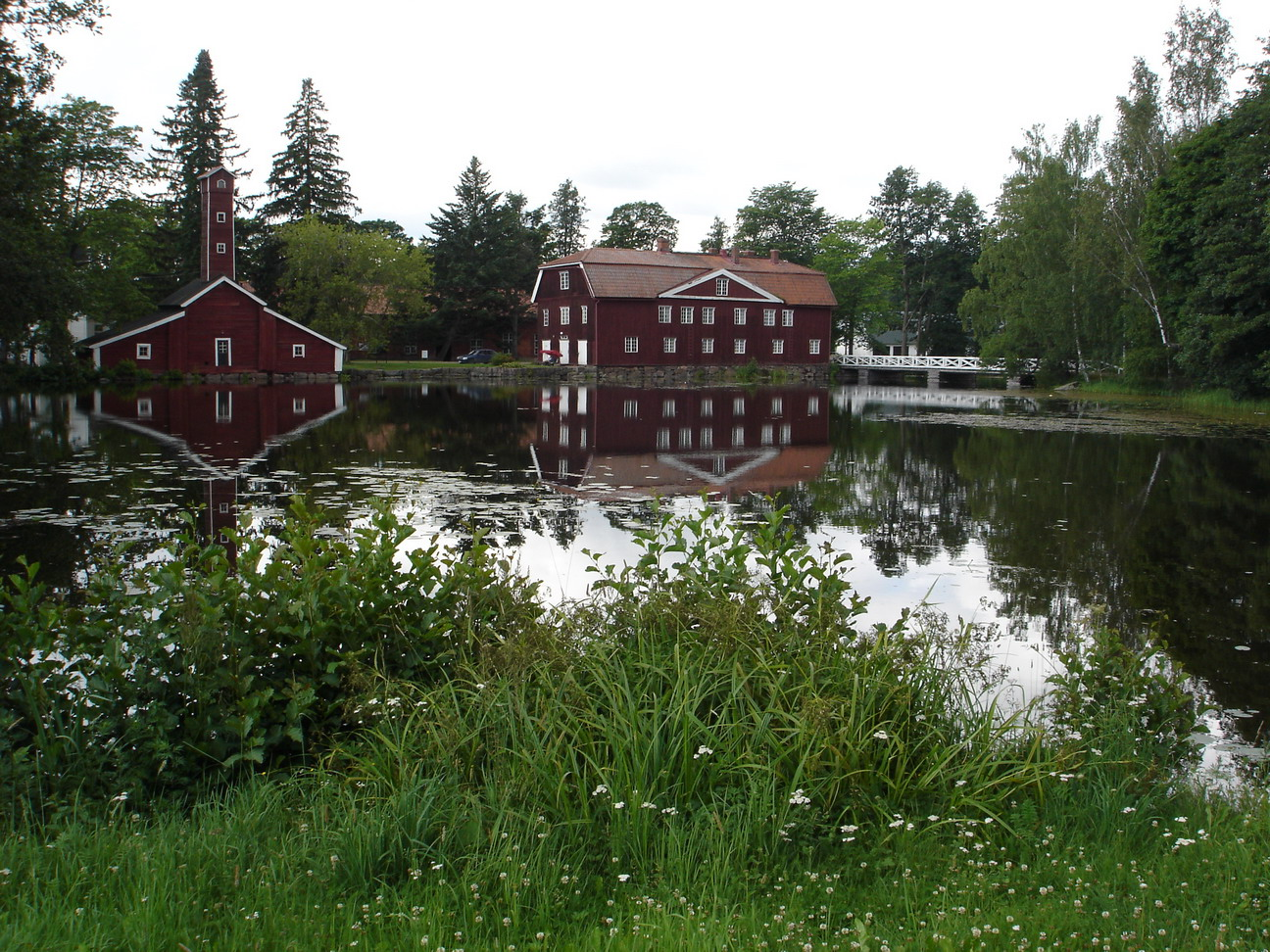
Die historische Eisenhütte Strömfors
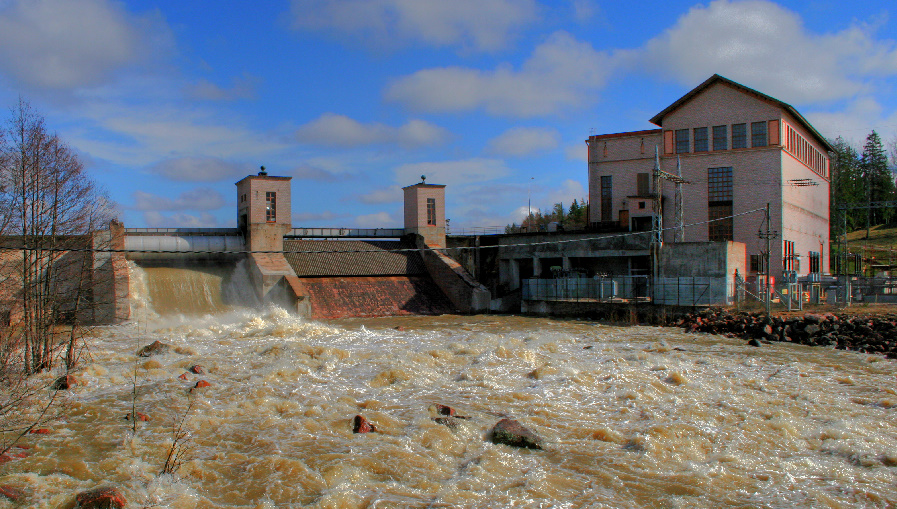
Die Stromschnelle Ahvenkoski
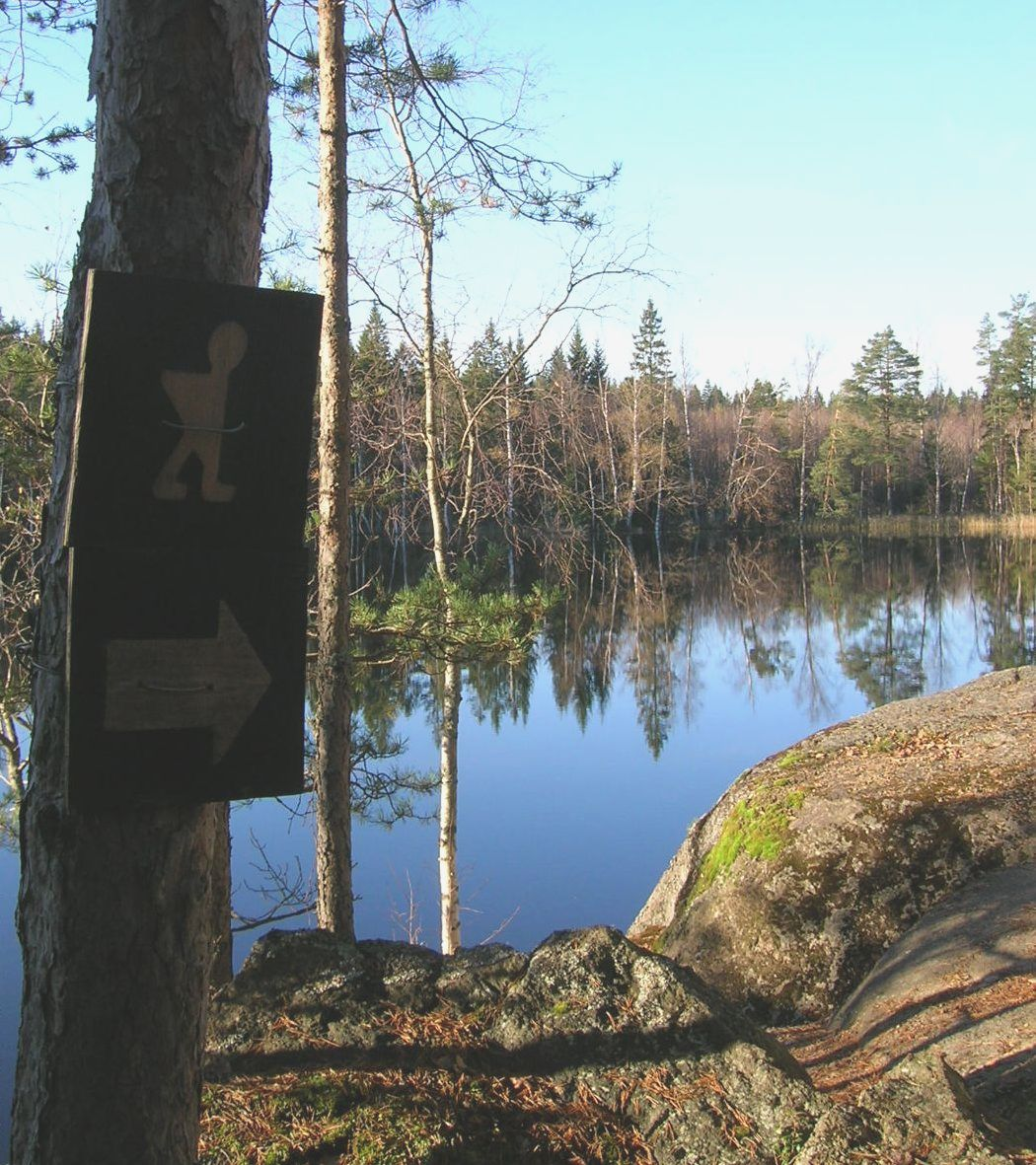
Landschaft am See Kukuljärvi